# Palle Lykke Jensen
 "Palle Lykke" omdirigeres hertil. For andre betydninger af Palle Lykke, se Palle Lykke (flertydig).
Palle Lykke Jensen (født 4. november 1936 i Ringe, død 19. april 2013 i Antwerpen, Belgien) var en professionel dansk cykelrytter. Hans største succeser blev hentet i seksdagesløb, som han vandt hele 21 af i karrierens løb, heraf flere med en anden af tidens store seksdagesryttere Kay Werner Nielsen. De to blev et af de mest populære danske par nr. 7 i historien.
Syv af seksdagesløbene blev vundet med landsmanden Freddy Eugen. Palle Lykke dannede også seksdagespar med den belgiske seksdageskonge, Rik Van Steenbergen, og giftede sig senere med dennes datter, Fanny. Lykke og Steenbergen vandt desuden europamesterskabet i parløb i 1962.
Blandt de bedste præstationer på på landevejen var en tredjeplads i semiklassikeren Gent-Wevelgem i 1966. Palle Lykke deltog tillige for Danmark i linjeløbet ved OL 1956 i Melbourne, hvor han dog udgik undervejs.

## Seksdagessejre
Udover nedenstående 21 sejre har Palle Lykke desuden vundet 20 anden- og 32 trediepladser i seksdagesløb gennem sin karriere.
| Årstal | By           | Makker              |
| ------ | ------------ | ------------------- |
| 1958   | Århus        | Kay Werner Nielsen  |
| 1958   | Dortmund     | Kay Werner Nielsen  |
| 1959   | Berlin       | Kay Werner Nielsen  |
| 1959   | Frankfurt    | Kay Werner Nielsen  |
| 1959   | København    | Kay Werner Nielsen  |
| 1960   | Frankfurt    | Kay Werner Nielsen  |
| 1960   | Zürich       | Kay Werner Nielsen  |
| 1961   | Århus        | Kay Werner Nielsen  |
| 1962   | Bruxelles    | Rik Van Steenbergen |
| 1963   | Antwerpen    | Rik Van Steenbergen |
| 1963   | Frankfurt    | Rik Van Steenbergen |
| 1963   | Münster      | Freddy Eugen        |
| 1964   | Montreal     | Emile Severeyns     |
| 1965   | Bremen       | Rik Van Steenbergen |
| 1965   | Münster      | Freddy Eugen        |
| 1966   | Montreal (b) | Emile Severeyns     |
| 1967   | London       | Freddy Eugen        |
| 1967   | Montreal (b) | Freddy Eugen        |
| 1967   | Zürich       | Freddy Eugen        |
| 1967   | Amsterdam    | Freddy Eugen        |
| 1968   | Berlin       | Freddy Eugen        |